# Terengganu Football Club II
Il Terengganu Football Club II, precedentemente noto come Persatuan Bola Sepak Daerah Kuala Terengganu o come T-Team, è una società calcistica malaysiana con sede nella città di Kuala Terengganu. Milita nella Malaysia Super League, massima divisione del campionato malaysiano.
Nel 2017 ha modificato la propria denominazione in Terengganu Football Club II, diventando di fatto la squadra riserve del Terengganu Football Club.

## Stadio
Il club gioca le gare casalinghe al TSultan Ismail Nasiruddin Shah che ha una capacità di 15000 posti a sedere.

## Palmarès

### Competizioni nazionali
- Malaysia FAM League: 1

2008
- Malaysia Challenge Cup: 1

2018

### Altri piazzamenti
- Malaysia Premier League:

Secondo posto: 2009

## Organico

### Rosa 2013
| N. |                                 | Ruolo | Calciatore                     |
| -- | ------------------------------- | ----- | ------------------------------ |
| 1  | Malaysia (bandiera)             | P     | Suhardy Alby                   |
| 2  | Malaysia (bandiera)             | C     | Isma Alif Mohd Salim           |
| 3  | Malaysia (bandiera)             | C     | Mat Saiful Mohamad             |
| 4  | Malaysia (bandiera)             | D     | Mohd Shazlan Alias             |
| 5  | Malaysia (bandiera)             | D     | Mohd Hasbullah Awang           |
| 6  | Malaysia (bandiera)             | A     | Mohd Muinuddin Mokhtar         |
| 7  | Paesi Bassi (bandiera)          | C     | George Boateng (vice-capitano) |
| 8  | Malaysia (bandiera)             | D     | Mohd Hassan Basri              |
| 9  | Malaysia (bandiera)             | D     | Mohd Aizulridzwan Razali       |
| 10 | Bosnia ed Erzegovina (bandiera) | A     | Damir Ibrić                    |
| 11 | Malaysia (bandiera)             | D     | Mohd Nuraliff Zainal Abidin    |
| 12 | Malaysia (bandiera)             | C     | Badrul Hisyam Morris           |
| 13 | Malaysia (bandiera)             | A     | Abdul Latiff Suhaimi           |
| 14 | Malaysia (bandiera)             | D     | G. Mahathevan                  |
| 15 | Malaysia (bandiera)             | C     | Azrul Hazran Amiludin Baki     |

| N. |                     | Ruolo | Calciatore                    |
| -- | ------------------- | ----- | ----------------------------- |
| 16 | Malaysia (bandiera) | A     | Mohd Yusri Abas               |
| 17 | Malaysia (bandiera) | D     | Mohd Marzuki Yusof (capitano) |
| 18 | Malaysia (bandiera) | D     | Mazlizam Mohamad              |
| 19 | Malaysia (bandiera) | C     | Shafuan Adli Shaari           |
| 20 | Malaysia (bandiera) | C     | Pritam Singh Charun Singh     |
| 21 | Malaysia (bandiera) | A     | Fazuan Abdullah               |
| 22 | Malaysia (bandiera) | P     | Mohd Amirul Abu Seman         |
| 24 | Malaysia (bandiera) | C     | Ahmad Syamim Yahaya           |
| 25 | Malaysia (bandiera) | P     | Mohd Iqbal Suhaimi            |
| 26 | Malaysia (bandiera) | C     | Muhamad Naim Zakaria          |
| 27 | Malaysia (bandiera) | D     | Mohd Syuhiran Zainal          |
| 30 | Malaysia (bandiera) | C     | Ahmad Takhiyuddin Roslan      |
| 32 | Malaysia (bandiera) | C     | Muhammad Hafizan Talib        |
| 35 | Malaysia (bandiera) | D     | Muhamad Sharin Sapien         |